# Henry Jackson Hunt
Henry Jackson Hunt (14. september 1819 – 11. februar 1889) var chef for artilleriet i Army of the Potomac under den Amerikanske borgerkrig. Af sine samtidige blev han betragtet som den største artilleri taktiker og strateg i krigen, han var en mester indenfor artillerikunsten og omskrev manualen for hvorledes artilleri skulle organiseres og bruges i de tidlige moderne hære. Hans mod og takt havde betydning for resultatet af de fleste væsentlige slag i krigen.

## Tidlige liv
Hunt blev født i Detroit, som dengang var en af USA's vestlige forposter. Han var søn af Samuel Wellington Hunt, en karriere officer i infanteriet. Han blev opkaldt efter sin onkel, Henry Jackson Hun, som var den anden borgmester i Detroit. Som barn ledsagede han i 1827 sin far på en ekspedition til det fremtidige Kansas territorium hvor fort Leavenworth blev grundlagt. Han fik sin eksamen fra West Point i 1839 og blev midlertidig sekondløjtnant i 2nd U.S. Artillery. Han deltog i den Mexicansk-amerikanske krig under Winfield Scott, og blev forfremmet til midlertidig kaptajn for tapperhed i Slaget ved Contreras og Slaget ved Churubusco samt til major i Slaget ved Chapultepec. Hans permanente forfremmelser til kaptajn og major var i 1852 og 1861, respektive.

## Artilleri doktrin
Hunts professionelle præstationer var store. I 1856 var han medlem af et tremands udvalg, som reviderede feltartillerieksercits og taktik for hæren. Manualen for feltartilleri blev skrevet af de tre (Hunt, William H. French, and William F. Barry) blev udgivet af krigsministeriet i 1861 og var bibelen for Nordstaternes feltartillerister under krigen. Han var den største fortaler for den organisatoriske doktrin som tillod brigader at beholde artilleri til nærstøtte, men flyttede de batterier, som tidligere var tildelt divisioner og korps til en artillerireserve for hele hæren til mere strategisk kontrol.
Hunt gik også ind for en artilleri praksis som afspejlede hans konservative natur. Selv om hans anerkendte værdien af store batterier til at afvise infanteriangreb (såsom ved Slaget ved Malvern Hill eller mod Picketts angreb i Slaget ved Gettysburg tilskyndede han sine kanonbesætninger til at skyde langsomt og præcist og gav dem en reprimande hvis de skød hurtigere end gennemsnitlig et skud i minuttet. Han troede på at hurtigere skydning gik ud over præcisionen og forbrugte ammunition hurtigere end den kunne opsuppleres. En historie som ofte blev fortal om Hunt var da råbte til en kanoner som skød hurtigt: "Unge mand, er De klar over, at hvert skud de afskyder koster $2.67?" Hurtig skydning var for ham også et tegn på at kanonbesætningen ikke var tilstrækkeligt modige til at stå fast på slagmarken og hellere ville tilbage bag linjerne og hente nye forsyninger.

## Borgerkrigen
Hunt opnåede nogen berømmelse i det Første slag ved Bull Run i 1861, hvor hans fire kanoners batteri dækkede tilbagetrækningen af en Unionsstyrke med en artilleriduel på kort afstand. Han blev snart efter chef for artilleriet i militærområdet Northeast Virginia, som forsvarede Washington, D.C.
Som oberst på generalmajor George McClellans stab organiserede og trænede Hunt artillerireserven i Army of the Potomac og kæmpede med den i Peninsula kampagnen. I løbet af krigen bidrog han mere end nogen anden officer til den effektive anvendelse af artilleriet. Med artillerireserven på 340 kanoner slog han gentagne infanteriangreb fra Sydstatshæren tilbage i Slaget ved Malvern Hill, med en så grusom effektivitet at Unionens infanteri ikke havde meget at lave. Han kommanderede personligt en gruppe på 60 kanoner, som han brugte som om de var et enkelt batteri (i reglen bestod Unionsbatteier af 6 kanoner).
Den 15. september 1862, dagen efter slaget ved South Mountain, blev Hunt forfremmet til brigadegeneral i den frivillige hær og McClellan gav ham posten som chef for artilleriet i Army of the Potomac i det straks efter udkæmpede Slaget ved Antietam, hvor han indsatte artillerireserven med stor effekt. I slaget ved Fredericksburg i december, fjernede hans kanonstillinger på Stafford Heights effektivt enhver mulighed for at general Robert E. Lee kunne igangsætte et modangreb mod Unionens styrker over Rappahannock floden.
I forspillet til Slaget ved Chancellorsville i maj 1863, faldt Hunt i unåde ved den øverstkommanderende for Army of the Potomac generalmajor Joseph Hooker og mistede den direkte kontrol over artillerireserven, hvilket efterlod ham i en administrativ stabsrolle. Den manglende koordination af artilleristyrken, som blev resultatet blev anerkendt som en bidragende faktor til det pinlige nederlag. Selv om Hooker gav Hunt stillingen tilbage efter tre dages kamp var det for sent til at påvirke resultatet.
Hunts mest berømte indsats i krigen var i Slaget ved Gettysburg i juli 1863. Hans nye overordnede generalmajor George G. Meade, havde betydelig mere respekt for Hunt og gav ham ikke blot mere frihed til at styre artilleriet, men brugte ham også af og til som sin personlige repræsentant. For eksempel den 2. juli sendte Meade Hunt af sted for at besøge chefen for III Korps generalmajor Daniel E. Sickles i et forsøg på at få hans defensive linjer til at passe sammen med resten af hærens. (Sickles' lydighedsnægtende fremrykning fra Cemetery Ridge, hvor han havde fået ordre om at forsvare til Ferskenlunden afstedkom betydelige vanskeligheder for hele Unionens forsvar. Hunt var ikke i stand til at påvirke den vredladne politiske general, men hans mesterlige analyse af terrænet og placering af batterier på bakkekammen var vigtige faktorer i Unionens senere succes på den 2. dag i slaget. Hans håndtering af artilleriet var tydelig ved afvisningen af Pickett's Charge den 3. juli. Trods et kraftigt bombardement mod Unionens linje på Cemetery Ridge var Hunt i stand til at modstå et betydeligt pres ovenfra, som ville have betydet, at han havde afskudt al sin ammunition i beskydning af modstandernes batterier, og i stedet kunne han beskyde det efterfølgende infanteri angreb med kardæsker i tilstrækkeligt omfang. Hans ordrer om at afbryde skydningen, trods kraftige ordrer fra II korps' chef generalmajor Winfield S. Hancock snød Sydstatshæren til at tro, at hans batterier var ødelagt og udløste deres katastrofale angreb. Hans skjulte placering af oberstløjtnant Freeman McGilvery's batteriet nord for Little Round Top afstedkom massive tab ved infanteriangrebet. Han blev belønnet for sin tjeneste med en udnævnelse til midlertidig oberst i den regulære hær.
Resten af krigen var et antiklimaks for Hunt. Han gjorde tjeneste i Virginia til krigens slutning og ledede belejringsoperationerne ved Belejringen af Petersburg i 1864 og 1865. Han opnåede rang af generalmajor i den frivillige hær og brigadegeneral i den regulære hær.

## Efter krigen
Da den amerikanske hær blev reorganiseret i 1866, blev Hunt oberst for 5th U.S. Artillery og præsident for det permanente artilleri udvalg. Han varetog forskellige stillinger indtil han lod sig pensionere for at blive guvernør af et soldaterhjem i Washington, D.C.. Han døde i 1889 og ligger begravet på Soldiers' Home National Cemetery.
I tillæg til Instructions for Field Artillery, var Hunt forfatter til papirer om Gettysburg i Battles and Leaders serien. Hans bror, Lewis Cass Hunt (1824–1886), gjorde tjeneste i hele borgerkrigen i infanteriet og blev brigadegeneral i den frivillige hær i 1862, og midlertidig brigadegeneral i den regulære hær i 1865.

## Eksterne links
- Biografi over den yngre Hunt
- Biografiske noter om den ældre Hunt
- Noter om Hunt familien i Detroit fra The city of Detroit, Michigan, 1701-1922; Clarence M. Burton, editor-in-chief, William Stocking, associate editor, Gordon K. Miller, associated editor., Burton, Clarence Monroe, 1853-1932. pp. 1443-1445
- Forklaring af borgerkrigs artilleri eksercitsArkiveret 23. august 2007 hos  Wayback Machine
- Instructions for Field Artillery, U.S. War Department manual skrevet af Hunt og to andre officerer Arkiveret 7. februar 2008 hos  Wayback Machine
- Henry Hunt Papers Archive Project
- History of U.S. Army Artillery